# Санта Ђуста (Ористано)
Санта Ђуста (итал. Santa Giusta) је насеље у Италији у округу Ористано, региону Сардинија.
Према процени из 2011. у насељу је живело 4455 становника. Насеље се налази на надморској висини од 9 м.

## Становништво
Према резултатима пописа становништва 2011. у општини је живело 4.811 становника.
| 1931. | 1936. | 1951. | 1961. | 1971. | 1981. | 1991. | 2001. | 2011. |
| ----- | ----- | ----- | ----- | ----- | ----- | ----- | ----- | ----- |
| 1.715 | 1.667 | 2.024 | 2.605 | 2.805 | 3.173 | 3.945 | 4.408 | 4.811 |